# Cavanella d'Adige
Cavanella d'Adige is een plaats (frazione) in de Italiaanse gemeente Chioggia.